# Venere.com
Venere.com è stata un'agenzia di viaggi online, creata nel 1994 a Roma dai quattro soci italiani della Venere Net Srl ed entrata nel settembre del 2008 a far parte del gruppo Expedia.
L'ultimo presidente è stato Johan Svanstrom.. Dal 1 dicembre 2016 tutto il traffico verso il dominio www.venere.com è ridirezionato verso il sito Hotels.com facente parte del gruppo Expedia. Il sito consentiva di prenotare sia via web che telefonicamente. Il logo è stato ispirato dal quadro Nascita di Venere di Sandro Botticelli.

## Storia
- 1994-1995 - Fondazione di Venere Net Srl, nel febbraio 1995 inizia la commercializzazione online dei primi alberghi affiliati, a Roma, Firenze e Venezia.[3]
- 2000 - Primo investimento esterno: il fondo di venture capital Kiwi II investe nel capitale sociale di Venere.com. Così si dà il via all'acquisizione di strutture alberghiere nelle principali città europee.
- 2001 - Grazie ad un secondo investimento esterno, Venere.com diventa una società per azioni (Venere Net SPA) e inaugura due nuove sedi, una a Londra (Venere UK Ltd) ed una a Parigi (Venere France Sarl).
- 2002-2003 - Vengono introdotte le "hotel reviews", ovvero i giudizi clienti nelle strutture in cui hanno soggiornato, che di fatto portano Venere.com all'introduzione del concetto di community nel settore del turismo online. Venere.com raggiunge 10.000 alberghi online e 1.000.000 di prenotazioni.
- 2006-2007 - Contestualmente all'uscita di Kiwi II, che deteneva il 33% del capitale, Advent International (un fondo internazionale di private equity) diviene socio di maggioranza di Venere.com con l'acquisizione del 60% del società.[4]
- 2008 - Expedia Inc., azienda americana, acquisisce il 100% di Venere.com, per una cifra intorno ai 200 milioni di Euro.[5]
- 2016 - Tutto il traffico del sito viene reindirizzato sul sito Hotels.com, sempre facente parte del gruppo Expedia Inc.[6]

## Servizi
Il principale modello di business di Venere.com si basava sulla intermediazione tra utente e albergatore, lasciando a quest'ultimo la gestione della disponibilità, dei prezzi e della transazione finanziaria col proprio cliente. 
Dal 2014 Venere.com ha rilasciato l'App per iTunes e per sistemi Android in Google Play.